# Cornelia Cinna Minor
Cornelia Cinna Minor (n. 97 î.Hr., Roma Antică – d. 68 î.Hr.) a fost prima soție a lui Iulius Cezar, și mama singurului său copil legitim, Iulia.